# Serbelodon
Genre
Serbelodon est un genre fossile de mammifères herbivores apparentés aux éléphants (ordre des proboscidiens) qui vivaient durant le Miocène en Amérique du Nord entre 13,6 et 10,3 millions d'années. On n'en connait deux espèces dont l'espèce type est Serbelodon barbourensis.

## Description
Serbelodon ressemblait au genre apparenté Amebelodon, mais possédait une mâchoire inférieure plus courte, une symphyse très courte et des défenses plus petites. Celles-ci étaient en forme de pelle et présentaient une selle continue sur la face supérieure. Les molaires présentaient des plis d'émail caractéristiques, conférant aux dents une structure lophodonte. La dernière molaire présentait quatre ou cinq plis d'émail, tandis que les autres en avaient trois chacune. Ses défenses en forme de pelle servaient probablement à creuser dans la boue et à extraire des végétaux de l'eau. Cette hypothèse, initialement fondée sur des marques d'usure spécifiques sur les défenses, a été ultérieurement confirmée par des études isotopiques sur les molaires. Les valeurs de fluctuation des isotopes 13C et 18O déterminées lors de ces analyses étaient très faibles. Cela suggère que Serbelodon vivait dans des paysages plus ou moins fermés, parfois de manière amphibie, au bord des plans d'eau et se nourrissait principalement d'un régime végétal mixte, qui, en raison des très faibles valeurs de l'isotope de l'oxygène, comprenait également une grande quantité de plantes aquatiques. En revanche, les études des marques d'usure sur les défenses suggèrent un régime alimentaire variable selon les individus, qui comprenait également l'enfouissement dans des substrats plus durs.

## Répartition
Les fossiles de Serbelodon ont été découvert en Amérique du Nord aux États-Unis dans les États de la Californie, de l'Oklahoma et du Nebraska.

## Liste des espèces
- †Serbelodon barbourensis Frick, 1933
- †Serbelodon burnhami Osborn, 1933

## Etymologie
Le nom spécifique de l'espèce Serbelodon burnhami a été donné en référence à Frederick Russell Burnham.